# Effraie des Andamans
Tyto deroepstorffi
Espèce
Statut de conservation UICN

 LC  : Préoccupation mineure
Statut CITES
Tyto deroepstorffi est une espèce d'oiseaux de la famille des Tytonidae. Elle a récemment été séparée de l'Effraie des clochers (T. alba).

## Répartition
Cette espèce est endémique du sud des îles Andaman.